# Sulejki

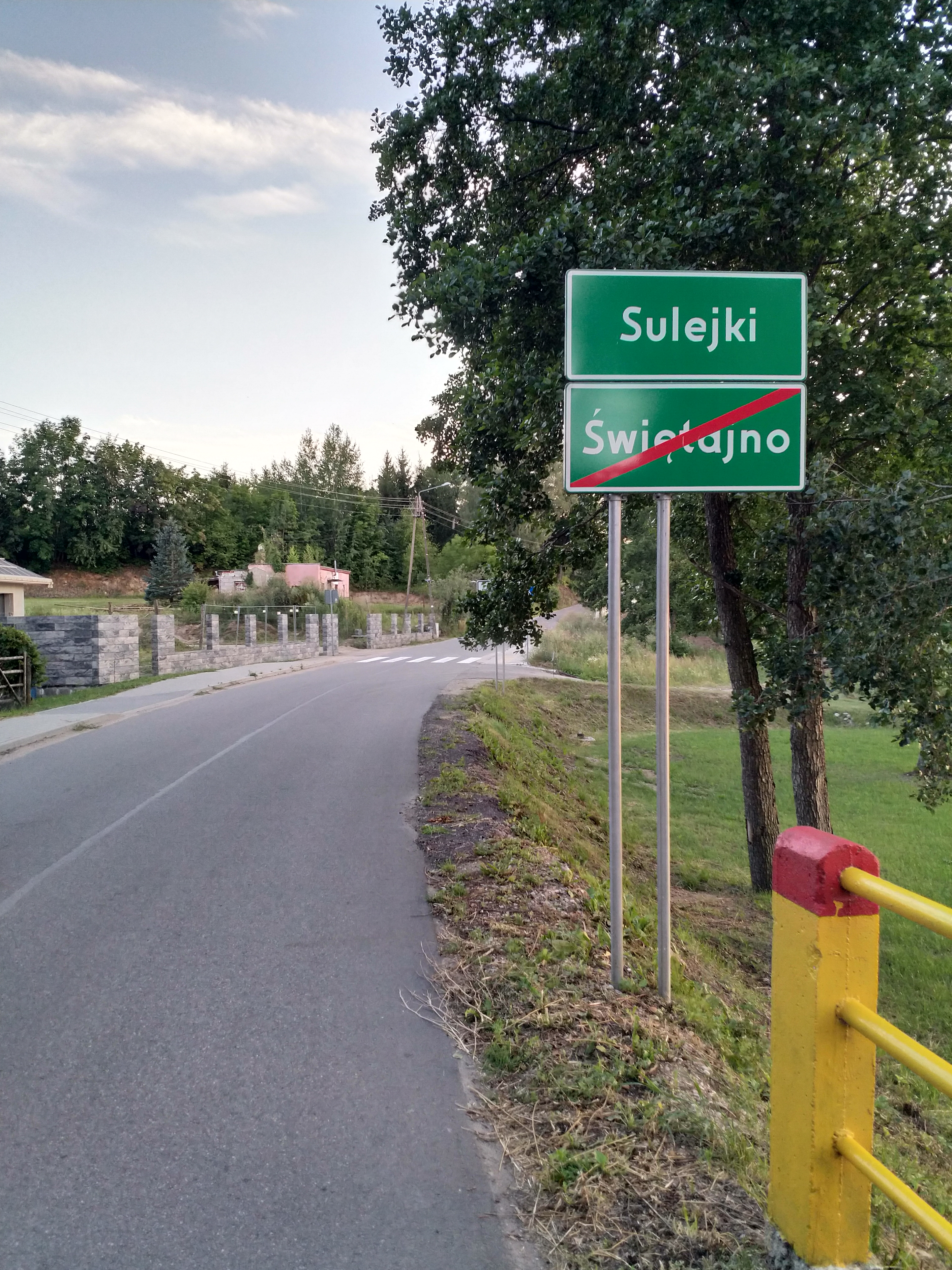
Sulejki (2024)

Sulejki (deutsch Suleyken, 1938–1945 Suleiken) ist ein polnisches Dorf in der Landgemeinde Świętajno (Schwentainen) im Powiat Olecki (Kreis Oletzko, 1933–1945 Kreis Treuburg) in der Woiwodschaft Ermland-Masuren.

## Geographische Lage
Sulejki liegt am Südwestufer des Schwentaier Sees (polnisch Jezioro Świętajno) und am Nordwestufer des Dworatzker Sees (1934–1945 Herrendorfer See, polnisch Jezioro Dworackie) in der östlichen Mitte der Woiwodschaft Ermland-Masuren. 14 Kilometer ist  die Kreisstadt Olecko (Marggrabowa, umgangssprachlich auch Oletzko, 1928–1945 Treuburg) entfernt, und 43 Kilometer sind es bis zu der Staatsgrenze Polens zur russischen Oblast Kaliningrad.

## Geschichte
Das kleine und damals Sulleiken genannte Dorf wurde 1550 gegründet. Nach 1785 Sulleyken und bis 1938 Suleyken genannt, kam es 1874 zum Amtsbezirk Schwentainen (polnisch Świętajno), der bis 1945 bestand und zum Kreis Oletzko (1933–1945 Kreis Treuburg) im Regierungsbezirk Gumbinnen der preußischen Provinz Ostpreußen gehörte.
Im Jahre 1910 waren in Suleyken 323 Einwohner gemeldet, im Jahr 1933 waren es 364. Zur Gemeinde gehörte die südlich gelegene kleine Ortschaft Sedan (heute nicht mehr existent).
Aufgrund der Bestimmungen des Versailler Vertrags stimmte die Bevölkerung im Abstimmungsgebiet Allenstein, zu dem Suleyken gehörte, am 11. Juli 1920 über die weitere staatliche Zugehörigkeit zu Ostpreußen (und damit zu Deutschland) oder den Anschluss an Polen ab. In Suleyken stimmten 245 Einwohner für den Verbleib bei Ostpreußen, auf Polen entfiel keine Stimme.
Am 3. Juni – amtlich bestätigt am 16. Juli – des Jahres 1938 änderte man die Schreibweise des Ortsnamens in „Suleiken“. 1939 hatte Suleyken 335 Einwohner.
In Kriegsfolge kam Suleiken 1945 mit dem gesamten südlichen Ostpreußen zu Polen und erhielt die polnische Namensform „Sulejki“. Heute ist der Ort Sitz eines Schulzenamtes (polnisch sołectwo) und somit eine Ortschaft im Verbund der Landgemeinde Świętajno (Schwentainen) im Powiat Olecki (Kreis Oletzko/Treuburg), vor 1998 der Woiwodschaft Suwałki, seither der Woiwodschaft Ermland-Masuren zugehörig.

## Kirche
Vor 1945 war Suleyken resp. Suleiken in die evangelische Kirche Schwentainen in der Kirchenprovinz Ostpreußen der Evangelischen Kirche der Altpreußischen Union und in die katholische Pfarrei der Kreuzerhöhungskirche in Marggrabowa (1928–1945 Treuburg, polnisch Olecko) im Bistum Ermland eingepfarrt.
Heute liegt Sulejki in der Nähe der evangelischen Kirche Wydminy (Widminnen), einer Filialkirche der Pfarrei Giżycko in der Diözese Masuren der Evangelisch-Augsburgischen Kirche in Polen. Katholischerseits ist es in die Pfarrkirche Świętajno eingegliedert. Sie gehört zum Bistum Ełk (Lyck) der Römisch-katholischen Kirche in Polen.

## Verkehr
Sulejki liegt südlich der Woiwodschaftsstraße DW 655 und ist über den Abzweig in Dunajek (Duneyken, 1938–1945 Duneiken) in wenigen Kilometern auf einer Nebenstraße zu erreichen, die bis nach Połom (Polommen, 1938–1945 Herzogsmühle) führt. Außerdem endet eine Nebenstraße aus südlicher Richtung von Krzywe (Krzywen, 1938–1945 Bergenau) kommend in Sulejki.
Eine Bahnanbindung besteht nicht mehr, seit 1945 die Bahnstrecke Marggrabowa (Oletzko)/Treuburg–Schwentainen der Oletzkoer (Treuburger) Kleinbahnen mit der nächstgelegenen Bahnstation Schwentainen außer Betrieb gesetzt worden ist.

## Erwähnung in der Literatur
Hasso von Etzdorf dichtete dem von ihm erstmals 1936 imaginierten fiktiven deutschen Diplomaten „Edmund Friedemann Dräcker“ Suleyken als Geburtsort an.
Handlungsort der 1955 vom deutschen Schriftsteller Siegfried Lenz unter dem Titel So zärtlich war Suleyken veröffentlichten masurischen Geschichten ist ein fiktives Dörfchen namens Suleyken.